# Métalangage
 (janvier 2015).
Un métalangage est un formalisme conçu pour décrire rigoureusement un langage.

## Définition
Un langage est décrit par une grammaire, et la description de sa grammaire est son métalangage. Ainsi le langage des expressions rationnelles ou la forme de Backus-Naur en informatique sont des métalangages. Un métalangage ne décrit pas seulement la syntaxe, il sert aussi à décrire la sémantique.
Un langage qui est son propre métalangage pour la syntaxe et la sémantique est dit réflexif.

## En linguistique

### Terminologie linguistique
En terminologie linguistique, la notion de métalangage ou plutôt celle de métalangue renvoie à un usage technique de la langue commune. Un métalangage est donc composé de termes et non plus de mots, cela le rendant idéal pour l'étude des grammaires et de tout type de discours porté sur les langues. De ce fait, une métalangue propose un schéma partagé d'analyse et permet ainsi la généralisation et la transmission des connaissances d'une langue spécifique.
L'étude des métalangues relève donc du champ de la terminologie linguistique qui a pour but d'examiner leurs cadres théoriques et méthodologiques.

### Épistémologie
La possibilité de se référer à une seule métalangue pour englober la totalité des phénomènes linguistiques s'avère aujourd'hui être un mirage. Plusieurs linguistes observent que seule une métalangue de calcul (machine de Turing, grammaire formelle etc..) permet de saisir certains objets linguistiques et de parvenir à une position de surplomb, cela n'allant pas sans causer de sérieux problèmes épistémologiques.